# Chersodromia alata
Chersodromia alata is een vliegensoort uit de familie van de Hybotidae. De wetenschappelijke naam van de soort is voor het eerst geldig gepubliceerd in 1835 door Walker.